# معركة لودر 2010
معركة لودر الأولى 2010 تشير إلى معركة الجيش اليمني الأولى على القاعدة والتي حصلت بين 19 و 25 أغسطس 2010 في مدينة لودر بمحافظة أبين ، التي كان يسيطر عليها تنظيم القاعدة في شبه الجزيرة العربية في ذلك الوقت. لقي عدد من الناشطين بما في ذلك الزعماء المحليين لتنظيم القاعدة مصرعهم خلال الاشتباكات. وزعمت السلطات اليمنية في 25 أغسطس استعادة السيطرة على المدينة.